# Chitipa
Chitipa is een stad in Malawi en is de hoofdplaats van het gelijknamige district Chitipa.
Chitipa telt naar schatting 12.000 inwoners.